# L'home sense culpa
L'home sense culpa (títol original en italià, L'uomo senza colpa) és una pel·lícula de 2023 dirigida per Ivan Gergolet. S'ha doblat i subtitulat al català.

## Sinopsi
L'Àngela és una treballadora social i sanitària que va quedar vídua després de perdre el seu marit a causa de l'amiant. Quan el responsable de la mort del seu marit queda paralitzat, la dona decideix acceptar la proposta del fill de l'home d'actuar com a cuidador del seu pare. Aquí l'Àngela començarà un viatge cap a la tragèdia de la seva pèrdua.